# Moulay Rachid-Sidi Othman
Moulay Rachid-Sidi Othman (en àrab مولاي رشيد-سيدي عثمان, Mūlāy Raxīd-Sīdī ʿUṯmān; en amazic ⵎⵓⵍⴰⵢ ⵔⵛⵉⴷ-ⵙⵉⴷⵉ ⵄⵓⵜⵎⴰⵏ) és un districte de la ciutat de Casablanca, dins la Prefectura de Casablanca, a la regió de Casablanca-Settat, al Marroc. Segons el cens de 2014 tenia una població total de 465.531 persones. Comprèn els barris (arrondissements) de Moulay Rachid i Sidi Othmane.